# Pravljice s podobami
Pravljice s podobami so slovenske pravljice, ki jih je izbrala in prevedla Kristina Brenk, ilustrirala pa jih je Ančka Gošnik - Godec. Knjiga je izšla leta 1967 v Ljubljani.

## Vsebina
Zgodba pripoveduje o kralju, ki je imel dvanajst sinov. Vseh dvanajst je poslal v svet z namenom, da si poiščejo ženo, ki bo znala presti, tkati in si v enem dnevu sešiti srajco. Vsak sin je dobil konja in novo opremo. Sinovi so odjezdili v svet. Komaj so rodnemu domu pokazali hrbet, so starejši sinovi na grd način znebili najmlajšega, po imenu Janezek. Janezek je žalosten razjahal konja, se usedel v travo in jokal. Zaslišala ga je deklica, ki je bila majhna, kot travnata bilka. Punčka je bila radovedna, zato ga je takoj povprašala od kod je prišel in kam gre. Janezek ji je pojasnil celotno zgodbo, ki se je zgodila. Deklica je znala presti, tkati in sešiti srajčko v enem dnevu. Janezek je takoj odjezdil domov k očetu, da mu pokaže sešito srajčko. Klub majhnosti je bil oče zadovoljen, zato je Janezku dovolil, da se z njo poroči. Janezek je to takoj sporočil punčki v travi. Janezek je zajahal konja, deklica pa svojo srebrno žličko, ki sta jo vlekli dve miški. Ker je bila deklica tako majhna, je Janezek ves čas, skrbno pazil, da njegov konj ne bi pohodil majčkene deklice. Ampak kaj, ko se je ravno to zgodilo, ko se je konj pognal čez široko reko. Punčka je padla v vodo. Zgodil se je čudež. Iz vode se je prikazal povodni mož, z Janezkovo nevesto, ter jo postavil na suho. Punčka je bila potem tako velika, kot Janezek in še lepša, kot je bila prej. Sedla sta na konja in odjezdila v kraljev grad. Ta čas pa so se v grad vrnili vsi bratje z nevestami. Neveste so se med seboj prepirale in pretepale. Ko so bratje videli Janezkovo nevesto so kar prebledeli od zavisti. Kralj pa se ju je tako razveselil, da je vseh enajst sinov z nevestami pregnal od doma. Janezek se je poročil s punčko iz trave in živela sta še dolga leta, zadovoljna in srečna. Če nista umrla, potem živita še danes.

## Glavna literarna lika
Glavna literarna lika sta Janezek in punčka iz trave.
JANEZEK je bil eden od dvanajstih sinov kralja. Bil je najmlajši sin. Iskal je ženo, ki je znala presti, tkati in sešiti srajčko v enem dnevu. Za ženo si je našel punčko v travi.
PUNČKA IZ TRAVE je živela v travi in je bila na začetku majhna kot travna bilka. Ko je padla v vodo se je spremenila v normalno velikost in bila je še lepša kot prej. Znala je presti, tkati in sešiti srajčko v enem dnevu. Ker je vse to znala je bila na koncu Janezkova žena.

### Ostali literarni liki
Kralj, enajst sinov, povodni mož, konji, miški, neveste enajstih sinov. 